# Dickey (Dakota du Nord)
Pour les articles homonymes, voir Dickey.
Pour le comté situé dans le même État, voir comté de Dickey.
Dickey est une ville située dans le comté de LaMoure, dans l’État du Dakota du Nord, aux États-Unis. Sa population s’élevait à 42 habitants lors du recensement de 2010, estimée à 39 habitants en 2018.

## Démographie
| 1910 | 1920 | 1930 | 1940 | 1950 | 1960 |
| ---- | ---- | ---- | ---- | ---- | ---- |
| 187  | 190  | 168  | 203  | 165  | 143  |

| 1970 | 1980 | 1990 | 2000 | 2010 | - |
| ---- | ---- | ---- | ---- | ---- | - |
| 118  | 74   | 53   | 57   | 42   | - |

## Source
- (en) Cet article est partiellement ou en totalité issu de l’article de Wikipédia en anglais intitulé « Dickey, North Dakota » (voir la liste des auteurs).